# Дисеребролантан
Дисеребролантан — бинарное неорганическое соединение, интерметаллид
лантана и серебра
с формулой Ag2La,
кристаллы.

## Получение
- Сплавление стехиометрических количеств чистых веществ:

{\displaystyle {\mathsf {La+2Ag\ {\xrightarrow {860^{o}C}}\ Ag_{2}La}}}

## Физические свойства
Дисеребролантан образует кристаллы
ромбической сингонии, пространственная группа I mma, параметры ячейки a = 0,4825 нм, b = 0,7287 нм, c = 0,8196 нм, Z = 4,
структура типа димедьцерия CeCu2
.
Соединение образуется по перитектической реакции при температуре 860 °C.